# 우류도역
우류도역(瓜生堂駅)은 오사카부 히가시오사카시에 건설 예정인 긴테쓰 나라선과 오사카 모노레일 본선의 역으로, 2029년 개업이 예정되어 있다.

## 개요
역 설치 장소는 긴테츠 나라선 와카에이와다역과 야에노사토역의 거의 중간에 위치하고 있으며, 긴테츠 나라선과의 연결역도 신설될 계획이다. 또한, 오사카 모노레일의 차량기지 또한 병설될 계획이다.

## 역사
- 2019년(2019년) 3월 19일: 국토교통성 장관이 연장 계획 특허를 취득했다.
- 2029년 개업 예정